# Harrison Gilbertson
Harrison Gilbertson (nascido em 29 de junho de 1993) é um ator australiano.

## Vida e carreira
Gilbertson nasceu em Adelaide, Austrália, filho de Julie e Brian Gilbertson Sloan. É casado com Mayara Portela.
Sua grande chance veio em 2009, quando ele conseguiu o papel principal de Billy Conway em Acidentes Acontecem. Revisores elogiaram seu desempenho e habilidades de atuação. 
Sua estréia nos EUA foi em Virginia Indie, dirigido pelo roteirista Dustin Lance Black Milk, e estrelado por Jennifer Connelly e Ed Harris. Ele ganhou a 2010 AFI Prêmio Jovem Ator por sua performance como Frank Tiffin em Beneath Hill 60. Também em 2014, ele apareceu em Need for Speed, com Aaron Paul, e o recurso fantasma suspense, assombração, com Liana Liberato e Jackie Weaver. Ele aparece no filme indie australiano My Mistress com Emmanuelle Beart, sobre um romance de um jovem que se apaixona por uma dominatrix. Em 2016, interpretou Cameron Briel no romance adolescente Fallen, da autora Lauren Kate, filmado na Hungria e dirigido por Scott Hicks.

## Filmografia
| Ano  | Titulo                     | Papel         | Notas                                                                                |
| ---- | -------------------------- | ------------- | ------------------------------------------------------------------------------------ |
| 2002 | Australian Rules           | Greggy        |                                                                                      |
| 2009 | Accidents Happen           | Billy Conway  | Papel principal                                                                      |
| 2010 | Blessed                    | Daniel        |                                                                                      |
| 2010 | Beneath Hill 60            | Frank Tiffin  | Australian Film Institute Young Actor Award                                          |
| 2011 | What's Wrong with Virginia | Emmett        |                                                                                      |
| 2012 | Bush Basher                | Weed          |                                                                                      |
| 2013 | Conspiracy 365             | Callum Ormond | Série de 12 partes representando cada mês. Livros originais escritos Gabrielle Lord. |
| 2013 | Haunt                      | Evan          |                                                                                      |
| 2014 | The Turning                | Vic Lang      |                                                                                      |
| 2014 | My Mistress                | Charlie Boyd  | Protagonista                                                                         |
| 2015 | Need for Speed             | Pete          |                                                                                      |
| 2016 | Fallen                     | Cameron Briel | Protagonista                                                                         |
| 2019 | Campo do Medo              | Travis        | Protagonista                                                                         |

## Prêmios
| Ano  | Premio                           | Categoria         | Trabalho nomeado | Resultado |
| ---- | -------------------------------- | ----------------- | ---------------- | --------- |
| 2010 | Australian Film Institute Awards | Young Actor Award | Beneath Hill 60  | Ganhou    |